# Флеак-сюр-Сёнь
Флеа́к-сюр-Сёнь (фр. Fléac-sur-Seugne) — коммуна во Франции, находится в регионе Пуату — Шаранта. Департамент коммуны — Шаранта Приморская. Входит в состав кантона Пон. Округ коммуны — Сент.
Код INSEE коммуны — 17159.

## Население
Население коммуны на 2010 год составляло 371 человек.
| 1962 | 1968 | 1975 | 1982 | 1990 | 1999 | 2010 |
| ---- | ---- | ---- | ---- | ---- | ---- | ---- |
| 370  | 356  | 310  | 295  | 340  | 319  | 371  |